# Demonax x-signatus
Demonax x-signatus är en skalbaggsart som beskrevs av Maurice Pic 1943. Demonax x-signatus ingår i släktet Demonax och familjen långhorningar. Inga underarter finns listade i Catalogue of Life.